# Wavin' Flag
Wavin' Flag è un singolo del rapper K'naan, pubblicato il 10 maggio 2009 come primo estratto dal terzo album in studio Troubadour.

## Descrizione
Il singolo ha raggiunto la seconda posizione della classifica dei singoli più venduti in Canada. Una cover del brano, registrata dal supergruppo Young Artists for Haiti è servita per raccogliere fondi per Haiti, ed ha raggiunto la prima posizione in Canada. Un'altra versione del brano che figura la partecipazione di will.i.am e David Guetta è stata invece lanciata sul mercato internazionale. La canzone compare inoltre nella colonna sonora del videogioco NBA 2K10.
In Italia il brano raggiunge la seconda posizione della Top Singoli.

### Versione album
Wavin' Flag è il terzo singolo ufficiale dell'album Troubadour di K'naan, prodotto da Kerry Brothers, Jr. e coprodotto da Bruno Mars.

### Remix canadese
Wavin' Flag è stata anche registrata come cover da un gruppo di artisti canadesi per beneficenza denominati Young Artists for Haiti. Nel video ufficiale compaiono, oltre allo stesso K'naan, Nelly Furtado, Deryck Whibley, Avril Lavigne, i Simple Plan e Justin Bieber.

### The Celebration Mix
Wavin' Flag è stata scelta dalla Coca Cola come inno promozionale del campionato mondiale di calcio 2010 in Sudafrica. La versione del brano lanciata sul mercato statunitense ed europeo è intitolata Wavin' Flag (The Celebration Mix), realizzata da K'Naan ed altri artisti bilingue differenti per ogni nazione.
Il remix del brano è parte della campagna di marketing internazionale di Coca Cola; nella canzone è stato infatti integrato il suo motivo, presente anche nelle campagne pubblicitarie precedenti.
È stato anche realizzato un video musicale per Wavin' Flag (The Celebration Mix), in cui fa una apparizione cameo Damian Marley.
Dopo la pubblicazione del singolo in versione remix Wavin' Flag ha raggiunto la posizione dei singoli più venduti in Germania, Svizzera ed Austria.
Questa canzone è stata anche inserita nella tracklist del videogioco 2010 FIFA World Cup.

#### Differenze dall'originale
Wavin' Flag (The Celebration Mix) è la versione internazionale proveniente dall'album Troubadour. Nonostante contenga molti degli elementi della versione originale, il remix internazionale ha una nuova, notevole intro che segna l'inizio della canzone vera e propria, per collegarsi allo spirito del campionato mondiale di calcio 2010. Questo mash-up iniziale rende la canzone «più aperta, più invitante, più celebrativa», ha spiegato l'artista. «Sono così orgoglioso di questa [nuova] versione» ha spiegato K'naan a Billboard.biz. Questa nuova versione, inoltre, non contiene i forti temi della canzone originale - secondo Billboard, a Coca Cola «era piaciuta la canzone, ma notò che il testo conteneva riferimenti a "quartieri di gente povera, incline alla violenza, che faticava, lottava per mangiare" che non si addicevano ai temi della campagna». "Abbiamo utilizzato qualcosa come 50 tamburi e abbiamo fatto questo assurdo mix. Parla di quell'unica volta in cui noi tutti ci uniamo e il mondo dimentica i propri conflitti e problemi, e ci concentriamo sull'unità e sulla festa. Questo momento è ora collegato a 'Wavin' Flag'" ha detto l'artista.

### Celebration Mix bilingue
Sono state fatte molte versioni di "Wavin' Flag (The Celebration Mix)", alcune bilingue, come nel caso di quella Inglese/Spagnola, o in quella Inglese/Araba oppure ancora in quella Inglese/Portoghese; molte volte sono state apportate delle correzioni ai testi inglesi e spesso sono stati cambiati anche gli arrangiamenti musicali.
L'originale versione bilingue è stata prodotta da K'naan e da un noto cantante spagnolo David Bisbal (in inglese e in spagnolo) e coinvolge anche altri stati neolatini (Spagna, Messico, America centrale e America del Sud). La canzone "Wavin' Flag (Coca Cola Spanish Celebration Mix)" è stata ufficialmente pubblicata per il download digitale nel febbraio del 2010. Come parte della promozione, fu realizzato e pubblicato un videoclip della versione di K'naan/Bisbal della canzone..
È anche disponibile una versione bilingue inglese/cinese, realizzata da K'naan, Jacky Cheung e Jane Zhang, che si è classificata al primo posto della China Music Chart. È disponibile anche un'altra versione bilingue Inglese/Thai, realizzata da K'naan e Tattoo Colour. Infine, è stata realizzata anche una versione Inglese/Araba (che segue la cadenza egiziana) cantata insieme a Nancy Ajram, artista libanese e portavoce della Coke Middle East.

## Versioni internazionali del brano
- Medio Oriente: Wavin' Flag/Shagga' Bi Alamak di K'naan e Nancy Ajram
- Brasile: Wavin' Flag di K'naan e gli Skank
- Cina: Wavin' Flag di K'naan, Jacky Cheung e Jane Zhang
- Francia: Wavin' Flag di K'naan e Féfé
- Grecia: Wavin' Flag di K'naan e Professional Sinnerz feat. Komis X
- Indonesia: Wavin' Flag/Semangat Berkibar di K'naan e Ipang[19]
- Giappone: Wavin' Flag di K'naan ed Ai
- Nigeria: Wavin' Flag (Naija Remix) di K'naan e Banky W. & M.I.
- Spagna: Wavin' Flag di K'naan e David Bisbal
- Thailandia: Wavin' Flag di K'naan e Tattoo Colour
- Vietnam: Wavin' Flag di K'naan e Phuong Vy
- Haiti: Wavin' Flag di K'naan e MikaBen

## Tracce
CD singolo
1. Wavin' Flag (Celebration Mix) – 3:33
2. Wavin' Flag (Album Version) – 3:41

CD maxi-singolo
1. Wavin' Flag (Celebration Mix) – 3:33
2. Wavin' Flag (feat. will.i.am & David Guetta) – 3:30
3. Wavin' Flag (Spanish Celebration Mix feat. David Bisbal) – 3:52
4. Wavin' Flag (Album Version) – 3:41

## Classifiche
| Classifica (2009-10) | Posizione massima |
| -------------------- | ----------------- |
| Austria              | 1                 |
| Belgio (Fiandre)     | 14                |
| Belgio (Vallonia)    | 10                |
| Canada               | 1                 |
| Danimarca            | 16                |
| Francia              | 2                 |
| Germania             | 1                 |
| Irlanda              | 13                |
| Italia               | 2                 |
| Lussemburgo          | 1                 |
| Norvegia             | 5                 |
| Paesi Bassi          | 3                 |
| Regno Unito          | 9                 |
| Repubblica Ceca      | 3                 |
| Slovacchia           | 4                 |
| Spagna               | 2                 |
| Stati Uniti          | 82                |
| Svezia               | 7                 |
| Svizzera             | 1                 |